# Беатрис Прованска
Беатрис Прованска (на френски: Béatrice de Provence) е потомствена графиня на Прованс и кралица на Сицилия чрез брака си за сицилианския крал Карл I Анжуйски.

## Произход и ранни години
Родена през 1234 г., Беатрис е най-малката дъщеря на графа на Прованс Раймон Беренгер IV и на Беатрис Савойска, дъщеря на граф Томас I Савойски. Раймон Беренгер IV обаче има само дъщери. Най-голямата от дъщерите на графа Маргарита е омъжена за френския крал Луи IX Свети, втората му дъщеря Елеонора става кралица на Англия, след като се омъжва за английския крал Хенри III, а третата дъщеря Санча става съпруга на корнуолския граф Ричард – брат на Хенри III.
Бракът на Маргарита и френския крал е уреден от майката на краля – Бланш Кастилска, която се надявала да присъедини по този начин към Франция Прованс и останалите владения на Раймон Беренгер IV след неговата смърт. Графът обаче завещава всичките си владения на най-малката си дъщеря Беатрис, увеличавайки шансовете ѝ за сключване на изключително изгоден брак. Така първоначално ръката на Беатрис е поискана от арагонския крал Хайме I Завоевателя, който планира да присъедини Прованс към Тулуза. След смъртта на графа обаче Франция успява да предотврати тези планове, като издейства папски отказ за планирания брак между Беатрис и Хайме I.

## Графиня на Прованс
Когато Раймон Беренгер IV умира на 19 август 1245 г. Беатрис става една от най-желаните партии за брак в Европа. Някои от претендентите за ръката ѝ дори правят неуспешни опити да отвлекат младата графиня на Прованс, поради което през 1245 г. майката на Беатрис я изпраща в добре охраняван замък, където тя трябва да се намира на сигурно място, докато излезе специално папско решение, поставящо младата графиня под закрилата на светия отец. През декември 1245 между папа Инокентий IV, от една страна, и френския крал Луи IX, майка му Бланш и брат му Карл Анжуйски, от друга, е сключено тайно споразумение, според което срещу френска военна подкрепа за папата, Инокентий IV трябва да разреши Беатрис да се омъжи за Карл Анжуйски. Въпреки това Прованс не трябвало да се присъедини към Франция, а да бъде наследен от децата на Беатрис и Карл, а в случай на липсата на такива – от тези на сестра ѝ Санча. В противен случай графството трябвало да стане част от владенията на Арагон.

### Брак с Шарл Анжуйски
Майката на Беатрис дава съгласието си дъщеря ѝ да се омъжи за Шарл Анжуйски. След постигането на този компромис Шарл потегля от Лион към Екс-ан-Прованс заедно с Филип Савойски и пет хиляди рицари. По пътя силите на Шарл успяват да нанесат поражение на Раймон IV – граф на Тулуза, който се опитва да устрои засада на Анжуеца по пътя за Прованс. Когато Шарл Анжуйски пристига в Екс-ан-Прованс, Хайме I, крал на Арагон, който също се намира в града и на когото е отказано да се ожени за Беатрис, обсажда с войниците си замъка на графинята и майка ѝ. След кратка схватка с рицарите на Шарл, Хайме I е принуден да се оттегли безславно. За младата Беатрис бракът с Шарл Анжуйски, когото ѝ описвали като привлекателен млад мъж, е задоволително решение на проблемите ѝ.
След като Шарл Анжуйски е обявен за jure uxoris граф на Прованс, той довежда в графството огромен брой френски адвокати и счетоводители, които трябва да изучат местното право и му осигурят пълен контрол върху приходите от владенията на Беатрис. Освен това Шарл отстранява тъща си от управлението на графството и започва да отчуждава замъци, приходи и владения от провансалските благородници, които преди това се радвали на широка независимост от централната власт. Тези действия на анжуеца успяват да му спечелят изключителна непопулярност в Прованс. В знак на протест, Беатрис Савойска се оттегля във Форкалкие, а в Марсилия хората на Шарл са изгонени от града. В разразилата се семейна свада Беатрис Прованска заема страната на съпруга си.

### Седми кръстоносен поход
През май 1247 г. Батрис и Карл посещават Мелюн, където Карл е посветен в рицарство от брат си Луи IX. На следващата година Беатрис придружава съпруга си в седмия кръстоносен поход. Преди да потеглят на път, Беатрис и Карл се срещат с майката на графинята, за да постигнат някакво споразумение относно Прованс. И докато решението на най-важните проблеми е отложено за след завръщането на графа и графинята в Прованс, е решено Беатрис Савойска да се откаже от собствеността си над замъка в Екс срещу процент от приходите на графството.
През 1248 г. Беатрис ражда първото си дете в Никозия. Беатрис се присъединява към сестра си Маргарита в Дамиета, където и двете сестри раждат по едно дете през 1250 г. В Дамиета обаче Беатрис и Маргарита губят връзка с кралските войски и се налага да се присъединят към остатъка от кръстносците в Акра, където плащат откуп за Луи IX. Скоро след това Карл Анжуйски и Беатрис напускат града заедно с друга част от бароните и се отправят към двора на император Фридрих II, когото молят да изпрати подкрепления за кръстоносците на френския крал. Фридрих, който по това време е отлъчен от църквата, се нуждае от войски, с които да се сражава срещу папата, отказва да изпрати кръстоносци на изток. Това налага Беатрис и Карл Анжуйски да се отправят към Лион, където да се срещнат с папата.
Когато през 1251 г. графът и графинята се завръщат в Прованс, те са изправени пред мащабно въстание, подкрепено от майката на Беатрис, която е недоволна, че Карл Анжуйски пренебрегва правата ѝ в Прованс. Карл успява да потуши бунта до април 1252 г. През ноември същата година умира Бланш Кастилска, а графът и графинята заминават за Париж, където Карл трябва да управлява Франция заедно с брат си Алфонс. През 1252 г. Карл Анжуйски получава предложение от папата да бъде обявен за крал на Сицилия, но недостатъчното средства и останалите ангажименти принуждават съпруга на Беатрис да отклони предложението.
Кръстоносците на Луи IX се завръщат през 1254. Беатрис и Карл обаче прекарват коледните празници в Париж, където се намирали и останалите сестри на графинята заедно с майка им. По това време отношението на трите сестри към Беатрис е доста хладно заради завещанието на баща им.

## Кралица на Сицилия
През 1259 г. сестрата на Беатрис Маргарита, новата кралица на Франция, ѝ нанася публична обида, като не ѝ позволява да се присъедини на семейната трапеза, изтъквайки, че Беатрис не е достойна да стои до сестрите си, защото не е кралица като тях. С действията си Маргарита се стреми да предизвика у Бетрис реакция, която ще оправдае един френски поход за завладяването на Прованс. Когато Беатрис се оплаква на съпруга си за отношението към нея, той я успокоява с думите, че съвсем скоро ще я направи по-велика кралица от сестрите ѝ.
Когато папата предава сицилианската корона на Карл Анжуйски, съпругът на Беатрис трябва да се изправи срещу войските на дотогавашния сицилиански крал от рода на Щауфените Манфред. За целта Карл се нуждаел от значителни войски, в набирането на които се включва и самата Беатрис. Тя призовава всичките си васали да се присъединят с рицарите си към войските на съпруга ѝ, а според по-късния историк Анджело ди Констанцо тя дори заложила и бижутата си, за да подсигури събирането на войската.
На 6 януари 1266 г. в Рим Беатрис и съпругът ѝ са короновани от папата за крал и кралица на Сицилия. След коронацията Карл се отправя с войските си срещу Манфред Сицилиански, който е убит в битката при Беневентум. След победата на съпруга ѝ Беатрис избира за своя резиденция замъка Кастело ди Мелфи.
Беатрис Прованска умира малко повече от година след коронацията си – на 23 септември 1267 г. Първоначално е погребана в Ночера, но по-късно съпругът ѝ пренася останките ѝ в Екс-ан-Прованс.

## Семейство
Беатрис Прованска ражда на Карл I Анжуйски седем деца:
- Луи Анжуйски (1248)
- Бланш Анжуйска (1250 – 1269), омъжена 1266 г. за фландърския граф Роберт III (1249 – 1322)
- Беатрис (1252 – 1275), омъжена 1273 г. за Филип дьо Кутрене, титулуван император на Константинопол
- Карл II Анжуйски (1254 – 1309), крал на Неапол
- Филип Анжуйски (1256 – 1277), титулуван крал на Солун и княз на Ахеа
- Робер Анжуйски (1258 – 1265)
- Исабела (Елизабет) Анжуйска (1261 – 1300), омъжена 1272 г. за унгарския крал Ласло IV